# AfPak
AfPak (ou Af-Pak) é um neologismo utilizado dentro dos círculos da política externa dos Estados Unidos para designar o Afeganistão e o Paquistão como um único teatro de operações. O neologismo reflete a abordagem política introduzida pela administração Obama, que considera a região do Afeganistão e do Paquistão como possuindo uma única situação política e militar dominante que exigia uma política conjunta na Guerra ao Terror. 
Na sequência de fortes críticas do Paquistão, condenando a comparação percebida de seu país com o Afeganistão, o governo dos Estados Unidos parou de usar o termo em 2010.